# Эдепсукай Первый
Эдепсука́й Пе́рвый (адыг. Едэпсыкъояп) или Ста́рый Эдепсука́й (адыг. Едэпсыкъоежъ) — исчезнувший (упразднённый) аул в Теучежском районе Республики Адыгея. Ныне затоплен водами Краснодарского водохранилища.

## География

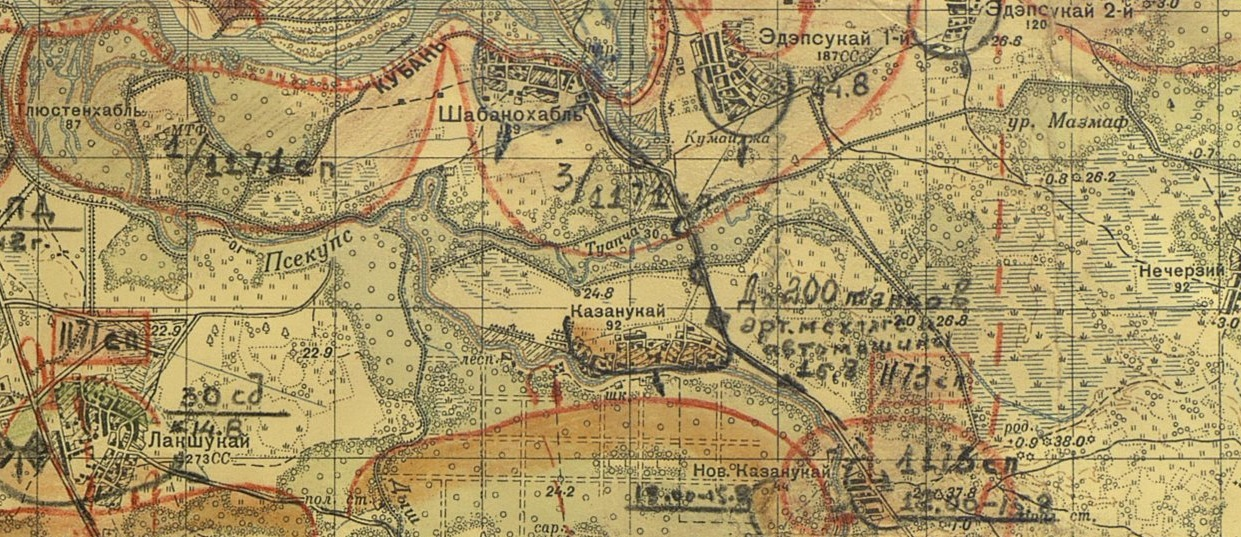
Эдепсукай I на километровой карте РККА 1940 года

Аул располагался в северной части Теучежского района, на левом берегу реки Кубань, к востоку от озера Хумеджий (ныне также затоплен). Находился в 14 км к юго-востоку от города Краснодар и в 20 км к северо-западу от районного центра — Понежукай.
Граничил с землями населённых пунктов: Эдепсукай II на востоке, Нечерезий на юго-востоке, Новый Казанукай и Старый Казанукай на юге и Шабанохабль на западе. На противоположном берегу реки Кубань располагался хутор Ленина.

## История
Точная дата основания аула неизвестна. Первые упоминания о нём относится к 1800 году. Эта дата формально и считалось годом его основания. Исторически относился к черченеевским (один из бжедугских подразделений) аулам. 
В 1852 году в ауле насчитывалось 164 душ взрослого мужского населения. Аулом управлял бжедугский тлекотлеш (дворянин, помещик) — Магомчерий Баток.
В 1967 году было принято решение о строительстве Краснодарского водохранилища. Тогда же было начато постепенное выселение местного населения из аула, которое закончилось в 1973 году. 
В 1973 году аул был упразднён и затоплен. Большая часть жителей аула было переселено в новообразованный город Адыгейск. 

## Топографические карты
- Лист карты E-3-7-Б.

## Память

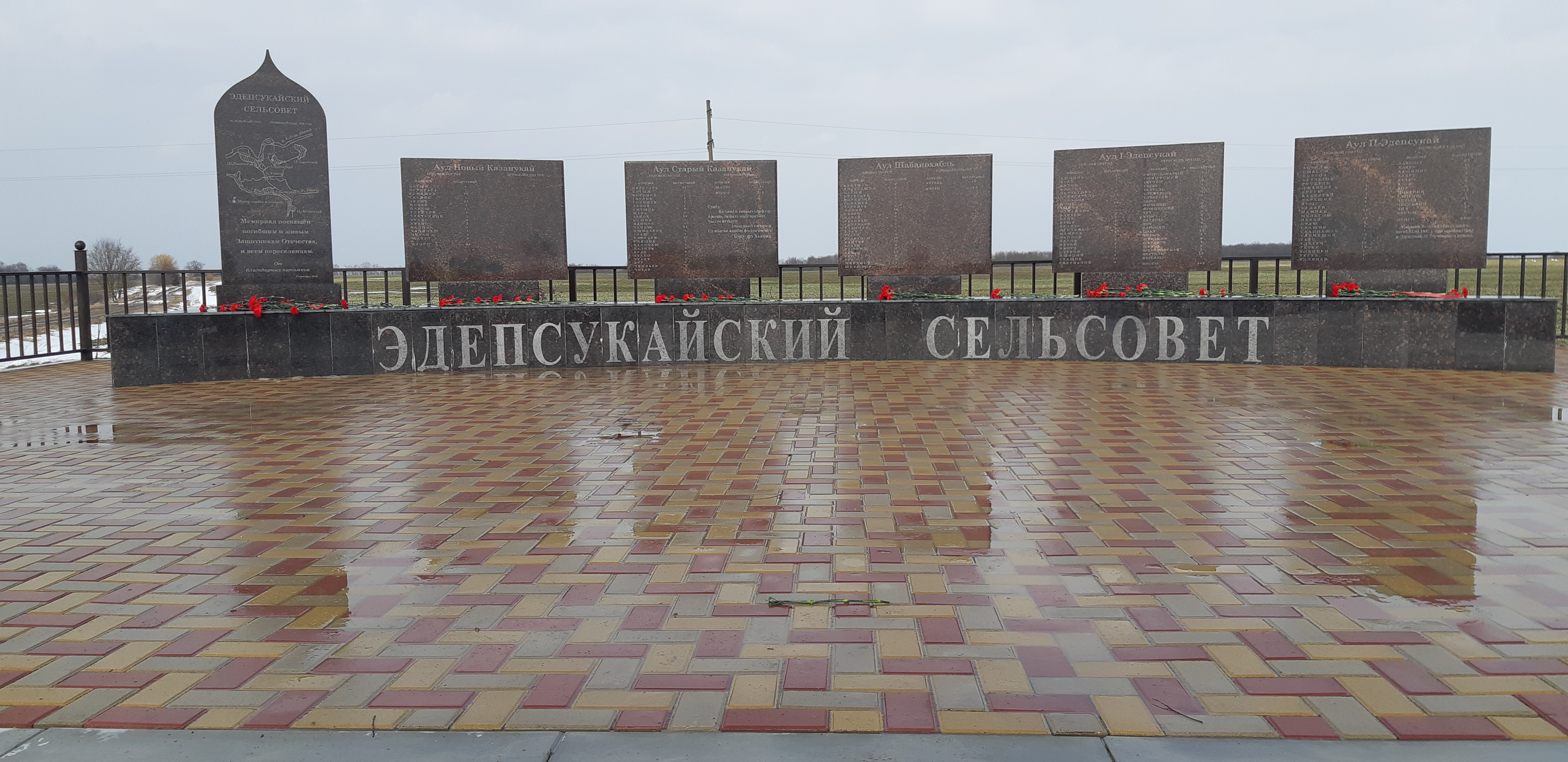
Памятник затопленным аулам. Адыгея 2023

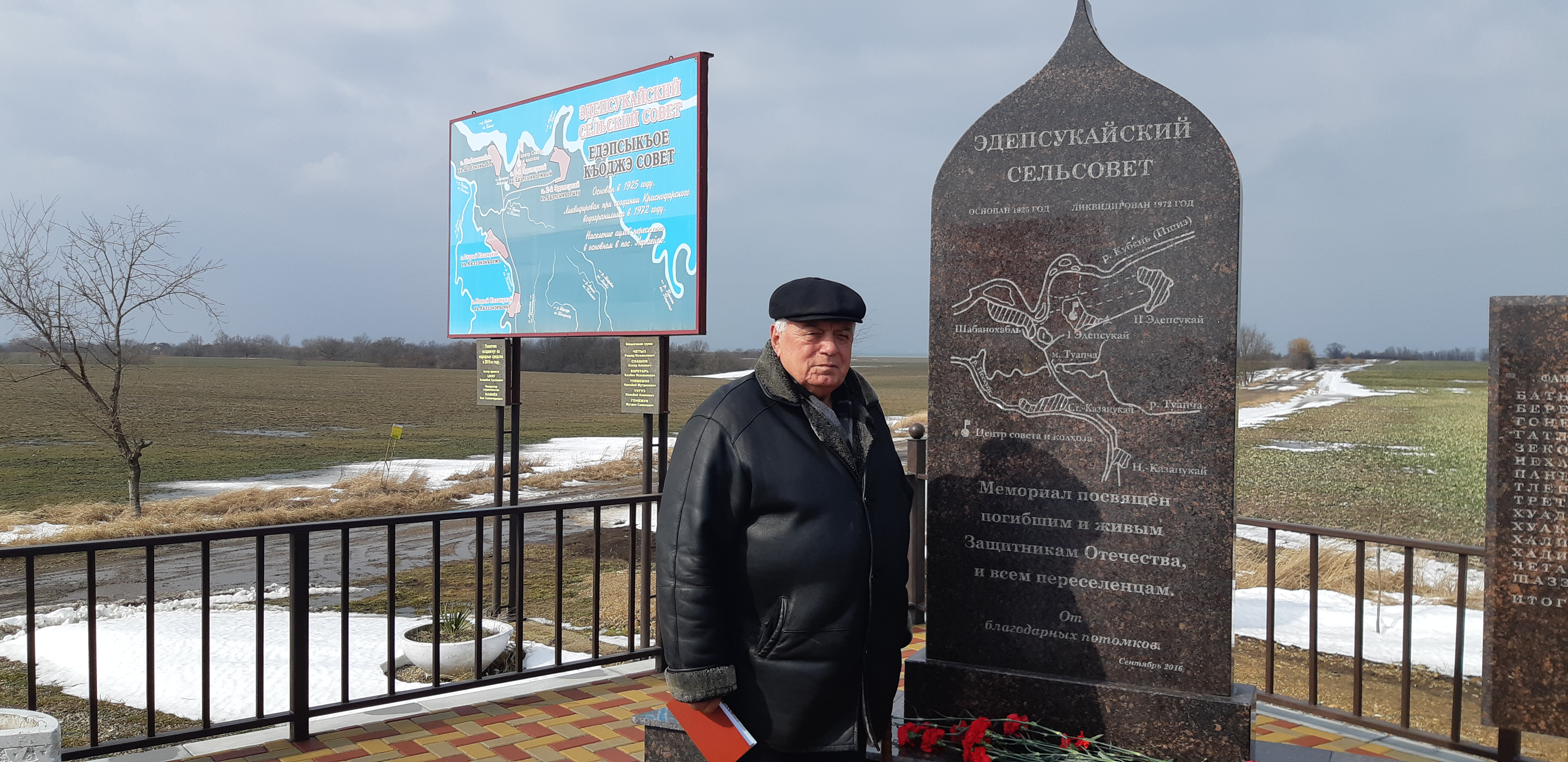
У памятной стеллы Мамиёк К. С.. Адыгея 2023

При строительстве Кубанского водохранилища в числе многих были затоплены и аулы Эдепсукайского сельского Совета - в их память был создан на народные средства мемориал. Потомки переселенцев из затопленных аулов установили народный памятник своей утерянной родине. Он создан в виде пяти гранитных плит с фамилиями семей-переселенцев — по каждому крупному аулу бывшего Эдепсукайского сельского совета и старой карты района на стенде. Памятная площадка находится на трассе Майкоп — Краснодар перед мостом через реку Псекупс.